# Лейла Собрал
Лейла Собрал (порт. Leila Sobral, 22 листопада 1974) — бразильська баскетболістка.
Учасниця Олімпійських Ігор 1996, 2004 років.